# Родригес, Патрисио Хулиан
Патрисио Хулиан Родригес (исп. Patricio Julián Rodríguez; родился 4 мая 1990, Кильмес, Большой Буэнос-Айрес) — аргентинский футболист, атакующий полузащитник клуба «Боливар».

## Биография
Воспитанник «Индепендьенте». Дебютировал за клуб в возрасте 17 лет 10 февраля 2008 года. 30 августа 2009 года впервые в своей профессиональной отличился забитыми мячами, сделав дубль в матче с «Атлетико Тукуман».
Родригес был одним из ключевых игроков «Индепендьенте» в розыгрыше Южноамериканского кубка 2010 года, в котором его клуб одержал победу.
25 января 2011 года Родригес забил свой первый гол в Кубке Либертадорес в матче против «Депортиво Кито».
В июле 2012 года перешёл в бразильский «Сантос». Контракт игрока рассчитан на 4 года.

## Достижения
«Индепендьенте»
- Обладатель Южноамериканского кубка: 2010

«Сантос»
- Обладатель Рекопы Южной Америки: 2012